# OP7
OP:7 är ett svenskt sjukhusdrama från 1997-1999, 2003 som visades på Kanal 5. Serien kretsar kring personalen på ett sjukhus i Stockholm. OP:7 producerades av Jarowskij och hade musik av Mikael Nord Andersson. Inspelningen gjordes på Beckomberga sjukhus i Stockholm.

## Rollfigurer
- Louise Johannesson - Linnéa, sköterska
- Åsa Karlin - Agneta, ambulansförare
- Tintin Anderzon - Katja, sjuksyster
- Astrid Assefa - Ann-Kristin Persson, överläkare
- Stefan Norrthon - Johannes Thelonius
- Magnus Blomqvist - Rickard 'Bod' Bodén, ambulansförare
- Per Graffman - Markus Ek, kirurg
- Per Mattsson - Anders Sjöstedt, överläkare
- Alexandra Rapaport - Yolanda Hatzimitakos, sköterska

## Kända gästskådespelare
- Ewa Fröling
- Tintin Anderzon
- Göran Gillinger
- Lia Boysen
- Görel Crona
- Gunnel Fred
- Tova Magnusson
- Urban Bergsten
- Agnes Nyberg bäbis i bil
- Mikael Nyqvist